# Mount Chevreux
Mount Chevreux (französisch Mont Chevreux) ist ein 1615 m hoher Berg an der Grahamland des westantarktischen Grahamlands. Er ragt 8 km südöstlich der Leroux-Bucht auf.
Teilnehmer der Fünften Französischen Antarktisexpedition (1908–1910) unter der Leitung des Polarforschers Jean-Baptiste Charcot entdeckten ihn. Charcot benannte den Berg nach dem französischen Zoologen Édouard Chevreux (1846–1931). Das UK Antarctic Place-Names Committee übertrug am 7. Juli 1959 die französische Benennung ins Englische.